# August Wagner (Organist)
August Wagner (* 28. August 1816 in Stettin; † 8. März 1896 in Greifswald) war ein deutscher Organist und Chorleiter. Von 1845 bis 1865 war er Organist in Demmin, danach königlicher Musikdirektor und Organist an St. Nikolai in Greifswald.
Wagner komponierte überwiegend für den eigenen Gebrauch Choralvorspiele, Motetten, Chöre und Lieder (unter anderem Wie die Blümlein draußen zittern und Die Erde braucht Regen). Er gab 1869 ein Choralbuch heraus. Als musikalischen Scherz vertonte er die Genusregeln der Zumptschen Grammatik.